# Dilara Lokmanhekim
Dilara Lokmanhekim, née le 18 avril 1994 à Antalya, est une judokate turque.

## Palmarès international en judo
| Championnats d'Europe | Championnats d'Europe | Championnats d'Europe |
| Année                 | Médaille              | Catégorie             |
| --------------------- | --------------------- | --------------------- |
| 2016                  | bronze                | –48 kg                |